# 池浦順文
池浦 順文（いけうら よりふみ、1944年（昭和19年）2月17日 - ）は、日本の政治家、元福岡県福津市長（1期）。旭日双光章受章。

## 来歴
福岡県出身。福岡大学商学部卒。福間町役場に入り、総務、教育の各部長などを務め、福間町長に当選する。福間町は津屋崎町と合併し、2005年に福津市が発足。合併後の市長選挙に立候補し、当選した。市長を1期務め、2009年に退任した。

## 栄典
- 2016年4月 春の叙勲で地方自治功労により旭日双光章を受章した[2]。